# 马云福
马云福（1931年—2020年6月2日），男，回族，云南峨山人，中华人民共和国伊斯兰教学者、教务活动家，曾任中国伊斯兰教协会副会长，中华海外联谊会常务理事。